# Tanjung Agung (Banding Agung)
Tanjung Agung is een bestuurslaag in het regentschap Ogan Komering Ulu Selatan van de provincie Zuid-Sumatra, Indonesië. Tanjung Agung telt 826 inwoners (volkstelling 2010).